# Lymeon montanus
Lymeon montanus là một loài tò vò trong họ Ichneumonidae.